# Nicky Beloko
Nicky Stéphane Medja Beloko (Ebolowa, 16 febbraio 2000) è un calciatore svizzero con cittadinanza camerunese, centrocampista dell'Austin FC.

## Carriera

### Club
Nato in Camerun, si è trasferito da piccolo con la famiglia in Svizzera, dove ha iniziato a giocare nei settori giovanili di alcune squadre locali, tra cui il Sion; con quest'ultima squadra ha esordito tra i professionisti il 29 ottobre 2017, in occasione dell'incontro di Super League perso per 5-1 contro lo Young Boys, sostituendo Salih Uçan al minuto 68'.
Nel 2018 viene tesserato dalla Fiorentina, che lo aggrega alla formazione Primavera. Il 29 aprile 2019 debutta con la prima squadra della Viola, disputando l'incontro di Serie A perso per 0-1 contro lo Sassuolo, subentrando al minuto 46' a Bryan Dabo e ricevendo un'ammonizione al minuto 85'. Nel 2019 viene ceduto in prestito al Gent, ma nel gennaio 2020, dopo aver non disputato incontri ufficiali, rientra alla Fiorentina. Nel febbraio 2021 viene prestato al Neuchâtel Xamax, club della seconda divisione svizzera, che al termine della stagione lo acquista a titolo definitivo. Il 6 luglio 2022 viene ceduto al Lucerna, squadra della massima divisione svizzera, con cui firma un contratto di durata triennale.

### Nazionale
Ha giocato nelle nazionali giovanili svizzere Under-15, Under-18, Under-19, Under-20 ed Under-21.
Successivamente ha scelto di rappresentare il Camerun, nazionale delle sue origini, da cui è stato convocato per la prima volta nell'ottobre 2024.

## Statistiche

### Presenze e reti nei club
Statistiche aggiornate al 16 aprile 2023.
| Stagione               | Squadra                | Campionato             | Campionato | Campionato | Coppe nazionali | Coppe nazionali | Coppe nazionali | Coppe continentali | Coppe continentali | Coppe continentali | Altre coppe | Altre coppe | Altre coppe | Totale | Totale |
| Stagione               | Squadra                | Comp                   | Pres       | Reti       | Comp            | Pres            | Reti            | Comp               | Pres               | Reti               | Comp        | Pres        | Reti        | Pres   | Reti   |
| ---------------------- | ---------------------- | ---------------------- | ---------- | ---------- | --------------- | --------------- | --------------- | ------------------ | ------------------ | ------------------ | ----------- | ----------- | ----------- | ------ | ------ |
| 2017-2018              | Sion                   | ASL                    | 1          | 0          | CS              | 0               | 0               | UEL                | 0                  | 0                  |             | -           | -           | 1      | 0      |
| 2018-2019              | Fiorentina             | A                      | 1          | 0          | CI              | 0               | 0               |                    | -                  | -                  |             | -           | -           | 1      | 0      |
| 2019-gen. 2020         | Gent                   | D1                     | 0          | 0          | CB              | 0               | 0               | UEL                | 0                  | 0                  |             | -           | -           | 0      | 0      |
| gen.-giu. 2020         | Fiorentina             | A                      | 0          | 0          | CI              | 0               | 0               |                    | -                  | -                  |             | -           | -           | 0      | 0      |
| 2020-feb. 2021         | Fiorentina             | A                      | 0          | 0          | CI              | 0               | 0               |                    | -                  | -                  |             | -           | -           | 0      | 0      |
| Totale Fiorentina      | Totale Fiorentina      | Totale Fiorentina      | 1          | 0          |                 | 0               | 0               |                    | -                  | -                  |             | -           | -           | 1      | 0      |
| feb.-giu. 2021         | Neuchâtel Xamax        | ChL                    | 16         | 0          | CS              | -               | -               |                    | -                  | -                  |             | -           | -           | 16     | 0      |
| 2021-2022              | Neuchâtel Xamax        | ChL                    | 24         | 1          | CS              | 1               | 0               |                    | -                  | -                  |             | -           | -           | 25     | 1      |
| Totale Neuchâtel Xamax | Totale Neuchâtel Xamax | Totale Neuchâtel Xamax | 40         | 1          |                 | 1               | 0               |                    | -                  | -                  |             | -           | -           | 41     | 1      |
| 2022-2023              | Lucerna                | ASL                    | 23         | 2          | CS              | 1               | 0               |                    | -                  | -                  |             | -           | -           | 24     | 2      |
| Totale carriera        | Totale carriera        | Totale carriera        | 65         | 3          |                 | 2               | 0               |                    | 0                  | 0                  |             | -           | -           | 67     | 3      |

## Palmarès

### Club

#### Competizioni giovanili
- Coppa Italia Primavera: 2

Fiorentina: 2018-2019, 2019-2020